# Территориальная прелатура Канкун-Четумаля
Территориальная прелатура Канкун-Четумаля (лат. Territorialis Praelatura Cancunensis-Chetumaliensis) — территориальная прелатура Римско-католической церкви с центром в городе Четумаль, Мексика. Кафедральным собором территориальной прелатуры Канкун-Четумаля является церковь Пресвятой Троицы. В городе Четумаль находится сокафедральный собор Святейшего Сердца Иисуса.

## История
23 мая 1970 года Римский папа Павел VI издал буллу Qui ad Beati Pauli, которой учредил территориальную прелатуру Канкун-Четумаля, выделив её из архиепархии Юкатана и епархии Кампече.
20 декабря 1996 года кафедра территориальной прелатуры Канкун-Четумаля была переведена в город Канкун.

## Ординарии епархии
- епископ Jorge Bernal Vargas (1973 – 2004);
- епископ Pedro Pablo Elizondo Cárdenas (2004 – по настоящее время).

## Источник
- Annuario Pontificio, Ватикан, 2007
- Булла Qui ad Beati Pauli, AAS 62 (1970), стр. 817  (лат.)
- Декрет Nupera urbs, AAS 89 (1997), стр. 71  (лат.)